# Cyrtogramme
Elophila là một chi bướm đêm thuộc họ Crambidae.